# Takao Okawara
Takao Okawara (Tokyo, 20 dicembre 1949) è un regista giapponese.

## Carriera
Inizia la carriera cinematografica collaborando con Akira Kurosawa e Ishirō Honda nel film Kagemusha - L'ombra del guerriero del 1980, in seguito lavora più volte come assistente di regia e regista di seconda unità, nel 1984 diventa assistente di Kōji Hashimoto in Il ritorno di Godzilla per poi scrivere e dirigere il suo primo film nel 1991.
Attualmente il suo nome è principalmente associato ai film di genere kaijū, avendo diretto ben 4 film della serie di Godzilla, tra cui Godzilla contro Mothra, uno dei maggiori successi commerciali del genere.

## Filmografia

### Regista
- 1991 - Reiko
- 1992 - Godzilla contro Mothra
- 1993 - Godzilla vs. Mechagodzilla
- 1994 - Yamato Takeru
- 1995 - Godzilla vs. Destroyer
- 1997 - Abduction
- 1999 - Godzilla 2000: Millennium

### Sceneggiatore
- 1991 - Reiko

### Tecnico degli effetti speciali
- 1997 - Abduction